# Liste der griechisch-orthodoxen Patriarchen von Jerusalem
Die Liste der griechisch-orthodoxen Patriarchen von Jerusalem enthält die Bischöfe und Patriarchen des heutigen Griechischen Patriarchats von Jerusalem.

## Alte Kirche

### Bischöfe von Jerusalem
- Jakobus der Gerechte ca. 42–62
- Simeon 62–ca. 107
- Justos I. ca. 107–?
- Zachäus ca. 111–?
- Tobias
- Benjamin ? –117
- Johannes I. 117–?
- Matthias –120
- Philippos
- Seneca
- Justos II.
- Levi
- Ephres
- Joseph
- Judas Quiriacus († zw. 134 und 148)

### Bischöfe vonAelia Capitolina
- Markus ?–156
- Kassianus
- Publios
- Maximus I.
- Julianus I.
- Gaius I.
- Symmachus
- Gaius II.
- Julianus II. 168–?
- Capitus († 185)
- Maximus II.
- Antonius
- Valens
- Dolichianus ?–185
- Narkissos (lat.: Narcissus) 185–205, 212–213
- Dios 205–207
- Germanus 207–211
- Gordion 211–212
- Alexander 213–251
- Mazabanes 251–260
- Hymenaios 260–298
- Zabdas 298–300
- Hermon (Hermas) ca. 300–ca. 314
- Makarios I. 314–333
- Maximus III. 333–351
- Herakleios 351
- Kyrill I. 351–386
  - Eutychios ? (Gegenbischof)
  - Irenaios ? (Gegenbischof)
  - Hilarios ? (Gegenbischof)
- Johannes II. 386–417
- Praylios 417–422
- Juvenal 422–451, danach Patriarch

### Patriarchen von Jerusalem
Durch das Konzil von Chalcedon wurde das Bistum Jerusalem 451 zum Patriarchat erhoben und Teil der Pentarchie. Der Bischof trug fortan den Titel Patriarch.
- Juvenal 451–458
  - Theodosius der Monophysit 451–457 (Gegenpatriarch)

## Griechische Tradition
- Anastasios I. 458–478
- Martyrios 478–486
- Sallustius 486–494
- Elias I. 494–513; † 516
- Johannes III. 516–524
- Peter 524–552
- Makarios I. 552
- Eustochius (Eustychios) 552–563/564
- Makarios II. 563/564–ca. 575
- Johannes IV. Moschos ? 575–594
- Amos 594–601
- Isaak (Hesychios) 601–609
- Zacharias 609–631
- Modestus 632–633/634
- Sophronios I. 633/634–638[1]
- Vakanz 638–ca. 650
  - Sergios (I.) ca. 650–668 (nicht anerkannt)[2]
  - Theodor I. 668–ca. 692 (locum tenens, topoteretes, proedros)[3]
- Anastasius II. 691–706[1]
- Johannes V. 706–735[1]
- Elias[4]
- Theodor II. 745–767[1] oder 745–770[5]
- Elias II. 770–797[1]
  - Theodoros Spudaios (Gegenpatriarch) um 790[2]
- Georgios II. 797–807[1]
- Thomas I. 807–820[1]
- Basileios 820–838[1][6]
- Johannes VI. 838–842[1]
- Sergios I. 842–855[1]
- Salomon 855–860[1]
- Theodosios 864–879[1] oder 860–878[5]
- Elias III. 878–907[1]
- Sergios II. 908–911[1]
- Leontios I. 912–929[1]
- Athanasios I. 929–937[1]
- Christodoulos I. 937–950[1]
- Agathon 950–964[1]
- Johannes VII. 964–966[1]
- Christodoulos II. 966–968[1] oder 966–969[5]
- Thomas II. 969–978[1]
- Joseph II. 978–983[1] oder 980–983[5]
- Agapios[7] 983–984[1]
- Orestes 984–1005[1] oder 983–1005[5]
- Vakanz 1005–1012
- Theophilos I. 1012–1020[1]
- Nikephoros I. 1020–1048[5] oder 1020–1036[1]
- Ioannikios 1036–1058[8]
- Menas[7] 1058 (acht Monate)[8]
- Sophronios II. 1040–1059[5] oder 1059–1070[8]
- Markos II.[7] 1070–1084[8]
- Euthymios I. ?–1084[5] oder 1096–1099[8]
- Simeon II. 1084–1106[5] oder 1084–1096[8]
- Johannes VIII. 1099–1107
- Sabas 1107–1122
- Nikolaus 1122–1156
- Johannes IX. 1157–1166
- Nikephoros II. 1166–1171
- Leontios II. 1171–1185
- Dositheos I. 1185–1189
- Markus II. 1189–1195[5]
- Euthymios II. 1195–1231[9]
- Athanasios II. spätestens 1235–1244[9]
- Sophronios III. nach 1244–vor 1275[9] oder 1236–?[5]
- Gregor I. vor 1275–vor 1291[9]
- Thaddäus[7] vor 1291–ca. 1296, ist anscheinend erfunden[9]
- Sophronios (IV.)[7] ca. 1296–vor 1303, oder identisch mit Sophronios III.[9]
- Vakanz ? um 1303
- Athanasios III. ca. 1303–ca. 1308
- Gabriel Voulas ca. 1309
- Athanasios III. ca. 1309 – ?
- Gabriel Voulas um 1320
- Lazarus um 1330
- Gerasimus ? – ca. 1341
- Lazarus ca. 1341–ca. 1367
- Dorotheos I. ca. 1367–ca. 1412
- Vakanz ? ca. 1412–ca. 1419
- Theophilos II. ca. 1419–1424
- Theophanes II. 1424–ca. 1430
- Vakanz ? ca. 1430–ca. 1437
- Joachim ca. 1437–ca. 1464
- Abraham ca. 1464 – ?
- Jakob um 1480
- Gregor II. um 1500
- Markus III. ? – 1505
- Dorotheos II. 1506–1537
- Germanos I. 1537–1579
- Sophronios IV. 1579–1608
- Theophanes III. 1608–1644
- Paisios 1645–1660
- Nektarios 1660–1669
- Dositheos II. 1669–1707[8]
- Chrysanthos 1707–1731
- Miletios 1731–1737
- Parthenios 1737–1766
- Ephraim II. 1766–1771
- Sophronios V. 1771–1775
- Avramios 1775–1787
- Prokopios I. 1787–1788
- Anthimos 1788–1808
- Polykarpos 1808–1827
- Athanasios V. 1827–1845
- Kyrillos II. 1845–1872 († 1877)
- Prokopios II. 1872–1875
- Hierotheos von Jerusalem 1875–1882
- Nikodemos I. 1883–1890
- Gerasimos I. 1890–1896
- Damianos I. 1897–1931
  - Sedisvakanz / Topoteretes (Locumtenens) 1931–1935
- Timotheos I. Themeles 1935 (1939)–1955
- Benediktos I. 1957–1980
- Diodoros I. 1981–2000
- Irenaios 2001–2005 (von der Hl. Synode abgesetzt)
- Theophilos III. seit 2005